# NGC 2127

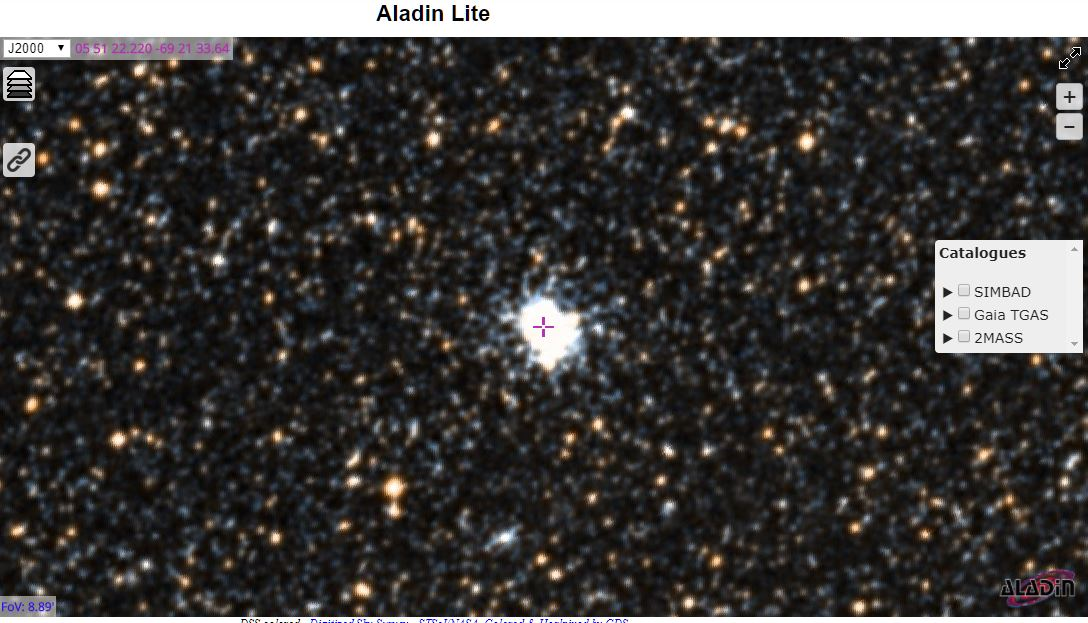
NGC 2127

NGC 2127 是剑鱼座的一個星系。